# Бобен, Матия
Ма́тия Бо́бен (словен. Matija Boben, род. 26 февраля 1994, Любляна) — словенский футболист, защитник клуба ЧФР Клуж.

## Карьера
Профессиональный дебют футболиста состоялся в Первой лиге Словении в сезоне 2013/14 в команде Триглав.
3 июля 2017 года подписал контракт по системе «3+1» с российским клубом «Ростов». Футболист провел за команду 9 матчей.
28 января 2019 года перешел в итальянский «Ливорно» на правах аренды. Соглашение действует до конца сезона 2018/2019 и включает в себя право выкупа. Летом 2019 года «Ливорно» выкупил игрока за 450 тысяч евро.

## Достижения
«Горица»
- Серебряный призёр чемпионата Словении (1): 2016/17